# حلقات داني الشبح
داني الشبح مسلسل رسوم متحركة أمريكي بُث على قناة نيكلوديون من 3 أبريل 2004 إلى 24 أغسطس 2007. تدور أحداثه حول داني فلتة البالغ 14 عامًا، والذي وقع بحادث مع بوابة خارقة تربط بين العالم البشري ونطاق الأشباح، فيصبح إثر ذلك نصف شبح ويأخذ على عاتقه إنقاذ مدينته والعالم المادي من هجمات الأشباح. ويواجه داني أيضًا التحديات النموذجية لطالب في المدرسة الثانوية مع محاولته إبقاء أمر نصفه الشبحي سرًا إلا من أصدقائه المقربين سالي تحفة وطارق الفولي ولاحقًا أخته سعاد ومع تقدم المسلسل تصبح قدراته الشبحية أقوى وتتطور فيتعلم أثناء ذلك استعمالها والسيطرة عليها

## نظرة عامة على السلسلة
| الموسم | الحلقات | الصدور الأول  | الصدور الأخير |
| ------ | ------- | ------------- | ------------- |
| 1      | 20      | 3 أبريل 2004  | 17 يونيو 2005 |
| 2      | 20      | 24 يونيو 2005 | 9 يونيو 2006  |
| 3      | 13      | 9 أكتوبر 2006 | 24 أغسطس 2007 |